# Dicerca alni
Dicerca alni é uma espécie de insetos coleópteros polífagos pertencente à família Buprestidae.
A autoridade científica da espécie é Fischer, tendo sido descrita no ano de 1824.
Trata-se de uma espécie presente no território português.